# A-A戰線

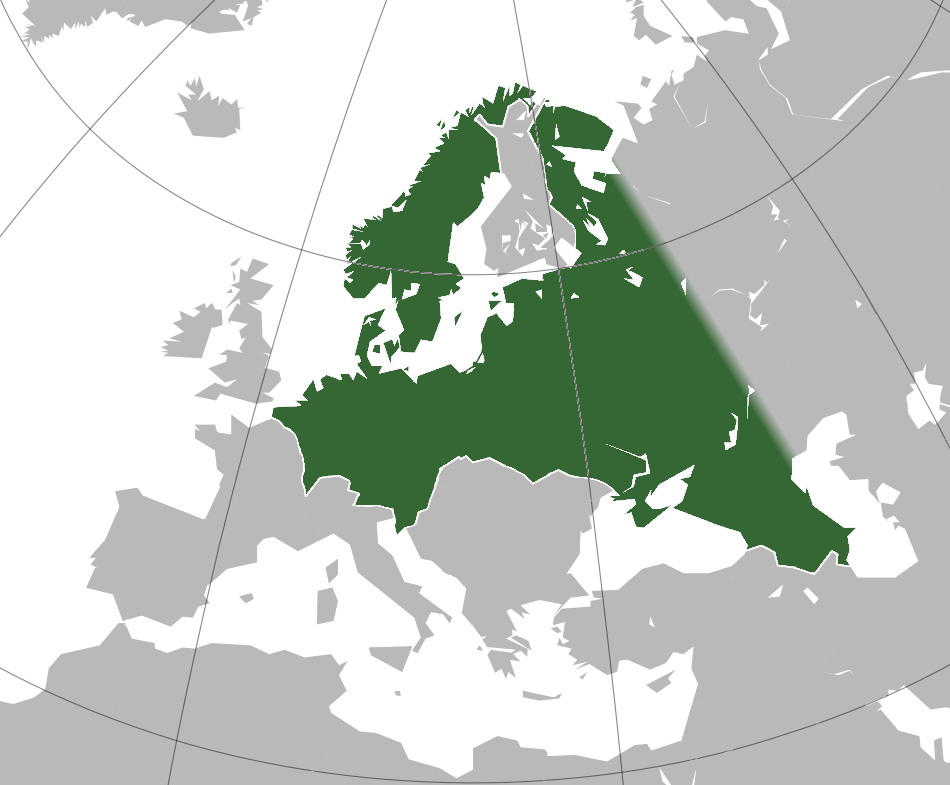
A-A戰線為納粹德國所預計的軍事目標

A-A戰線（或稱AA線），根據阿道夫·希特勒於1940年12月18日向德意志國防軍最高統帥部發布的第21號指令，亦即巴巴羅薩行動的總軍事目標。該假想線位於莫斯科以東，北至白海沿岸的港口城市阿爾漢格爾斯克，南至裏海沿岸的阿斯特拉罕。

## 背景
AA线的起源可以追溯到1940年夏季，当时埃里希·马克斯将军进行了一项名为“东方作战计划”的军事研究。该研究主张占领苏联领土至“阿尔汉格尔斯克-下诺夫哥罗德-罗斯托夫”一线，以消除苏联未来对德国的潜在威胁，并“提供针对敌方轰炸机袭击的保护”。马克斯设想，包括攻占莫斯科及其周边地区在内的苏德战争，只需9到17周即可完成。

## 戰略性質
蘇聯紅軍直至1941年秋季前皆被德軍一路擊敗。在希特勒關於準備入侵蘇聯的計畫中，明確指出「此次行動的最終目標是建立一道從伏爾加河至阿爾漢格爾斯克的屏障，以阻絕亞洲部分的俄羅斯。如有必要，可藉由空軍摧毀留在烏拉爾山脈的工業區。在此行動過程中，俄羅斯波羅的海艦隊將迅速失去其基地，從而喪失作戰能力。」「阿斯特拉罕-阿爾漢格爾斯克線」的縮寫「AA線」是後來由納粹宣傳部門創造的。倘若國防軍達成此目標，蘇聯的遠程轟炸機將無法飛抵納粹德國境內進行轟炸。
德軍認為，此線以西的區域集中了蘇聯大部分的軍事工業資源、糧食和人力資源。推進至AA線將使蘇聯損失86%的石油產量。若行動成功，將會形成一條長約2600公里的戰線，是戰前集結線的兩倍長。德國軍事戰略家，如埃里希·馬克斯將軍（Erich Marcks），基於地理因素判斷，在一場戰役中徹底擊敗蘇聯是不切實際的。因此在巴巴羅薩計畫中，AA線被預定為1942年春季發動另一波由空軍執行的小規模攻勢的起點，以征服蘇聯剩餘的領土。
隨著德軍閃電戰戰術在東線戰場失效，德軍的攻勢在1941年冬季於莫斯科以西受阻。
1942年夏季，阿斯特拉罕多次遭到空襲，A集團軍的一個遠程偵察隊於1942年9月16日逼近該市近35公里處，位於今日納里馬諾夫西南部，是國防軍在巴巴羅薩行動中所抵達的最東端。阿斯特拉罕往南至捷列克河三角洲的基茲利亞爾的鐵路線中斷了數日。在東線戰場中部，位於AA線附近的高爾基（今下諾夫哥羅德）遭受了空襲。然而，德國中央集團軍群的所在區域僅到達圖拉以東，距離AA線仍有數百公里之遙。由於蘇聯的卡累利阿方面軍最終阻止了德芬聯軍的進攻，德軍甚至未能抵達最北端的阿爾漢格爾斯克。